# Горбунов, Виктор Николаевич
Виктор Николаевич Горбунов (25 или 21 апреля 1943, п. Камешково, Владимирская область) — советский футболист, защитник.

## Биография
Воспитанник ленинградского СК «Большевик», карьеру провёл в ленинградских клубах. В 1962 году дебютировал в составе «Зенита»: 13 сентября сыграл единственный матч в сезоне, выйдя после перерыва в гостевом матче против «Жальгириса». В 1964 году провёл 22 матча, по итогам сезона был включён в список лучших дебютантов. В следующем году провёл только пять матчей, по ходу сезона-1966 перешёл в «Динамо», за которое сыграл три матча в 1967 году. В 1968 играл во второй лиге за «Неву».